# Safia Middleton-Patel
Safia Middleton-Patel (* 21. September 2004) ist eine walisische Fußballspielerin, mit indischen Wurzeln und britischer Staatsbürgerschaft.

## Karriere

### Vereine
Middleton-Patels erster Jugendverein war der Borras Park Albion FC aus Wrexham, ihr zweiter der FC Liverpool. Im Jahr 2020 nach Manchester gelangt, ist sie seitdem Spielerin des Vereins, mit dem sie ihren ersten Profivertrag am 27. Januar 2023 unterzeichnete. Ihr erstes Pflichtspiel gab sie erst am 11. Dezember 2024 beim 5:3-Sieg über Newcastle United im letzten Spiel der Gruppe A in Leigh Sports Village im Wettbewerb um den FA Women’s League Cup. Im Viertelfinale, in dem sie nicht mitwirkte, unterlag ihre Mannschaft Manchester City am 22. Januar 2025 auf eigener Spielstätte mit 1:2. Das Finale um den FA-Cup am 18. Mai 2025 wurde mit 0:3 gegen den FC Chelsea verloren.
Zunächst kam sie in der FA Professional Game Academy League für das Entwicklungsteam des Vereins in sechs aufeinander folgenden Punktspielen das erste Mal zum Einsatz. Ihr Debüt erfolgte am 3. November 2021 (3. Spieltag) beim 5:2-Sieg im Auswärtsspiel gegen die Zweitvertretung des FC Chelsea. Die weiteren fünf Begegnungen bis zum 16. März 2022 (8. Spieltag) wurden allesamt (40:7 Tore) gewonnen.
Über ein (erstes) Leihgeschäft mit den Blackburn Rovers am 14. November 2021 begann eine Folge von vier weiteren Leihgeschäften. Für den Verein kam sie bis Ende des Jahres nicht zum Einsatz im Punktspielbetrieb der Women’s Super League 2, der zweithöchsten Spielklasse im englischen Frauenfußball.
Über ein (ihr zweites) Leihgeschäft mit Leicester City gehörte sie diesem Verein in der Saison 2021/22 in der FA Women’s Super League an, wurde an den verbleibenden fünf Spieltagen (18. bis 22. Spieltag) jedoch nicht (mehr) berücksichtigt.
Über ein (ihr drittes) Leihgeschäft mit Coventry United, kam sie für diese Mannschaft das erste Mal in der zweithöchsten Spielklasse im englischen Frauenfußball in drei Punktspielen zum Zuge. Ihr Debüt in dieser Spielklasse erfolgte am 12. Februar 2023 (15. Spieltag) beim 3:1-Sieg im Heimspiel gegen die Blackburn Rovers. In der laufenden Saison kam sie am 30. April 2023 (22. Spieltag) auch in einem Punktspiel – ebenfalls als Leihspielerin – für die Blackburn Rovers beim 1:0-Sieg über die Frauenfußballmannschaft des AFC Sunderland zum Zuge.
Ein fünftes Leihgeschäft ergab sich mit dem Zweitligisten FC Watford; für diesen bestritt sie sechs Punktspiele im Jahr 2024.

### Nationalmannschaft
Middleton-Patel gehörte zunächst den Nachwuchsnationalmannschaften des FAW der Altersklassen U15, U17 und U19 an.
Ihr Debüt als Nationalspielerin gab sie am 18. Dezember 2018 in der U15-Nationalmannschaft, die in Malveira das Freundschaftsspiel gegen die U15-Nationalmannschaft Portugals mit 0:3 verlor. Auch der zweite Vergleich zwei Tage später in Sintra wurde mit 0:2 verloren.
Für die U17-Nationalmannschaft bestritt sie in den Spieljahren 2018 und 2019 insgesamt sechs Länderspiele. 2018 kam sie im Miniturnier in Serbien in drei Spielen der EM-Qualifikationsgruppe 7 der ersten Qualifikationsrunde zu ihren ersten Länderspielen. Am 22., 25. und 28. September 2019 wurde sie in drei Spielen der EM-Qualifikationsgruppe 6 der ersten Qualifikationsrunde gegen die U17-Nationalmannschaften Russlands (0:3), Dänemarks (0:0) und Nordmazedoniens (1:0) berücksichtigt.
Für die U19-Nationalmannschaft bestritt sie jeweils drei EM-Qualifikationsspiele der ersten und zweiten Qualifikationsrunde und kam zwischen den beiden Runden am 15. Februar 2022 in Llandudno bei der 0:2-Niederlage im Freundschaftsspiel gegen die U19-Nationalmannschaft Schottlands zum Einsatz. In fünf der sieben Länderspiele agierte sie jeweils 90 Minuten lang. Ein weiteres Freundschaftsspiel erlebte sie am 21. Februar 2023 in Nelas bei der 1:4-Niederlage gegen die Nationalmannschaft Islands.
Ihre Premiere für die A-Nationalmannschaft erfolgte bei deren Teilnahme am Turnier um den Pinatar-Cup 2023; sie wurde einzig im ersten Turnierspiel am 15. Februar in San Pedro del Pinatar beim 1:0-Sieg über die Nationalmannschaft Philippiens eingesetzt. Mit dem Einsatz am 16. Juli 2024 im letzten Spiel der EM-Qualifikationsgruppe B4 beim 2:0-Sieg über die Nationalmannschaft Kosovos in Llanelli bestritt sie ihr zweites A-Länderspiel. Im Wettbewerb der Nations-League wurde sie am 8. April in Göteborg beim 1:1-Unentschieden gegen die Nationalmannschaft Schwedens und am 3. Juni 2025 in Swansea bei der 1:4-Niederlage gegen die Nationalmannschaft Italiens eingesetzt.
Dem Kader für die Europameisterschaft 2025 zugehörig, fand sie einzig im zweiten Spiel der Gruppe D, bei der 1:4-Niederlage gegen die Nationalmannschaft Frankreichs, Berücksichtigung.

## Erfolge
Nationalmannschaft
- Erste Teilnahme an einer Europameisterschaft (2025)
- Zweiter Pinatar-Cup 2023

Manchester United
- FA-Cup-Finalist 2025 (ohne Finaleinsatz)

## Sonstiges
- Middleton-Patel wurde am 21. September 2004 in Wales als Tochter eines indischen Vaters und einer walisischen Mutter geboren.
- Im Alter von 18 Jahren wurde bei ihr eine Autismus-Spektrum-Störung (ASS) festgestellt.[21][22]
- Sie engagiert sich als Betroffene auch leidenschaftlich für Autismus-Bewusstsein und Suizidprävention.[3]